# Битка при Киноскефале (364 пр.н.е.)
Вижте пояснителната страница за други значения на Битка при Киноскефале.
Битката при Киноскефале (Cynoscephalae) се състои през 364 пр.н.е. между Тива с командир Пелопид и Тесалия с тиран Александър от Фере.
Пелопид побеждава, но пада убит в тази битка. Следващата година Епаминонд успява да победи Александър.